# Tatsuta Maru
El Tatsuta Maru (龍田丸) fue un transatlántico de la Nippon Yusen Kaisha (NYK) que operó en la ruta Yokohama-San Francisco entre 1930 y 1941, para luego ser transformado en un buque auxiliar de la Armada imperial japonesa desde 1942 hasta 1943. Su nombre era en remembranza de un santuario sintoísta en la prefectura de Nara. Tenía dos buques hermanos, el Asama Maru y el Chibubu Maru (Kamakura Maru).

## Historial civil
El Tatsuta Maru hizo su viaje inaugural el 25 de abril de 1930 entre Yokohama, Hong Kong, Shanghái, Kobe, Yokohama, Honolulu, Los Ángeles y San Francisco en un viaje que regularmente tomaba 15 días. El Tatsuta Maru fue el primer barco de su tipo que pasó por debajo del puente Golden Gate recién inaugurado.  
Para la celebración de los Juegos olímpicos de 1932 celebrado en Los Ángeles, transportó la delegación nipona de atletas y sus comitivas.
El 18 de enero de 1940 tuvo un incidente creado por la Royal Navy que detuvo al barco para ser inspeccionado en busca de 512 marinos alemanes del SS Columbus, los cuales fueron retenidos por los estadounidenses en puerto.  En junio de ese mismo año, llegó a San Francisco con judíos europeos y eslavos escapados de las persecuciones de la Alemania nazi que lograron llegar a Japón a través de un esforzado periplo por Siberia.
En marzo de 1941, la situación geopolítica entre Estados Unidos y Japón había empeorado y para ello el primer ministro Hideki Tojo envío como comisionado a bordo del Tatsuta Maru al coronel Hideo Iwakuru para apoyar al embajador Kichisaburo Nomura a apaciguar las tensas relaciones diplomáticas entre ambas naciones.
El 26 de julio de 1941, el Tatsuta Maru estando fondeado en puerto de San Francisco tiene lugar un grave incidente en que las autoridades estadounidenses confiscaron un envío de más de USD$ 9.621.100 de dólares en bonos del Yokohama Specie Bank en represalia por la invasión de la Indochina francesa, reteniendo el barco en una especie de internación sin tener nada de petróleo para su funcionamiento básico.  Finalmente fue liberado el 4 de agosto de 1941, se le proveyó de diésel suficiente para el regreso, siendo esta la última remesa de petróleo americano en ser enviado a Japón. Estando en viaje, la tripulación y 125 pasajeros tuvieron una grave crisis de intoxicación alimentaria debido a la prolongada falta de refrigeración de víveres perecibles a bordo estando retenido en puerto, 8 pasajeros murieron en viaje.
El 23 de octubre de 1941, desembarcó en Honolulu agentes encubiertos para el consulado japonés que contribuirán al espionaje en Pearl Harbor.  
El 30 de octubre de 1941 realizó el último viaje a los Estados Unidos repatriando a estadounidenses desde territorio japonés y a su vez japoneses desde América del Norte llegando a Yokohama el 14 de noviembre de 1941.
El 2 de diciembre de 1941, zarpó con destino a San Francisco, pero en realidad es un viaje simulado para encubrir acciones militares en progreso, 5 días después, en alta mar invierte el rumbo y llega a Yokohama el 14 de diciembre de 1941, ya declarada la guerra entre los Estados Unidos y Japón hace 6 días atrás.
Es requisado por la Armada Imperial japonesa.

## Tiempo de guerra
A principios de 1942, el Tatsuta Maru realizó varios viajes entre Japón y Filipinas y Borneo como buque de transporte de tropas . 
En julio de 1942, el Tatsuta Maru fue nuevamente designado en forma temporal como buque de intercambio diplomático y se utilizó en la repatriación del personal diplomático de antes de la guerra de Japón y las naciones aliadas. Es pintado con cruces blancas como buque de repatriación.
Partió de Yokohama con el embajador del Reino Unido, Sir Robert Craigie , y otros 60 diplomáticos británicos, junto con miembros de muchas otras delegaciones diplomáticas extranjeras y civiles. Al llegar a Shanghái y Singapur, se hizo cargo de muchos más repatriados, de modo que cuando llegó a  Lourenço Marques, en el África Oriental portuguesa el 27 de agosto de 1942, llevaba a más de 1.000 civiles a bordo de variopinta nacionalidad. 

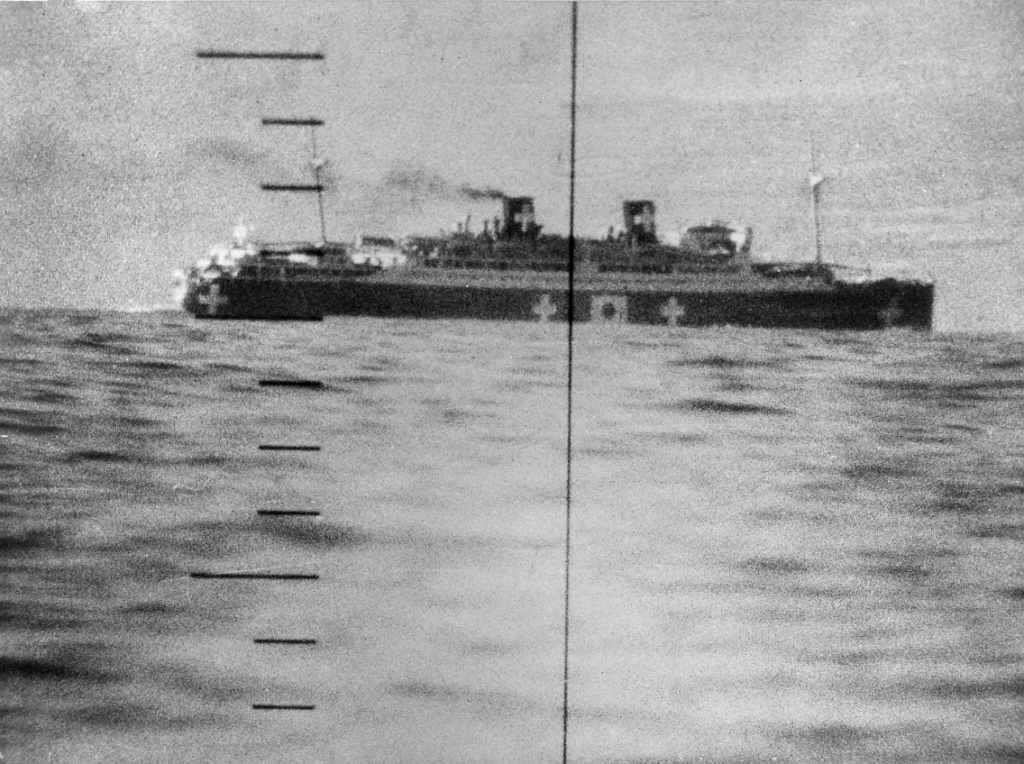
El Tatsuta Maru con señas de buque de repatriación fotografiado por el USS Kingfish (14/10/1942)

En septiembre de 1942, fueron canjeados por civiles y diplomáticos japoneses, y paquetes de la Cruz Roja por prisioneros de guerra británicos en manos japonesas. 
A su regreso a Japón, fue requisado nuevamente para su uso como buque de transporte de tropas, transportando hombres y suministros desde Japón a varios puntos del sudeste asiático, principalmente a Truk, Mako y Singapur. Es pintado con las señales de paso libre como buque de repatriación.
El 14 de octubre de 1942, es señalado por el submarino estadounidense USS Kingfish (SS-234) en alta mar y es dejado pasar.
En enero de 1943, el Tatsuta Maru sirve como buque auxiliar (denominado como barco del infierno) transportando gran cantidad de prisioneros desde Hong Kong hacía Japón, los 1.180 prisioneros van de pie tan apretados en las bodegas que no pueden acostarse en el suelo, son desembarcados en Nagasaki y enviados a la mina de Kawasaki-machi, donde son obligados a extraer carbón para el esfuerzo bélico del Japón.
El 8 de febrero de 1943, a las 16 horas zarpa de Yokosuka hacía Truk transportando entre 1.223 y 1.283 soldados y 198 tripulantes con un total de 1481 almas a bordo siendo escoltado por el destructor  Yamagumo, en medio de un fuerte temporal, en la noche de ese día estando a 78 km al S.E de Mikurajima es torpedeado fatalmente por el submarino americano USS Tarpon (SS-175) recibiendo de lleno cuatro torpedos, hundiéndose en pocos minutos en medio del vendaval sin dejar sobrevivientes. 
Nota: El nombre Tatsuta Maru aparece en otros textos como Tatuta Maru debido a la romanización del idioma japonés.